# Atari 520 ST

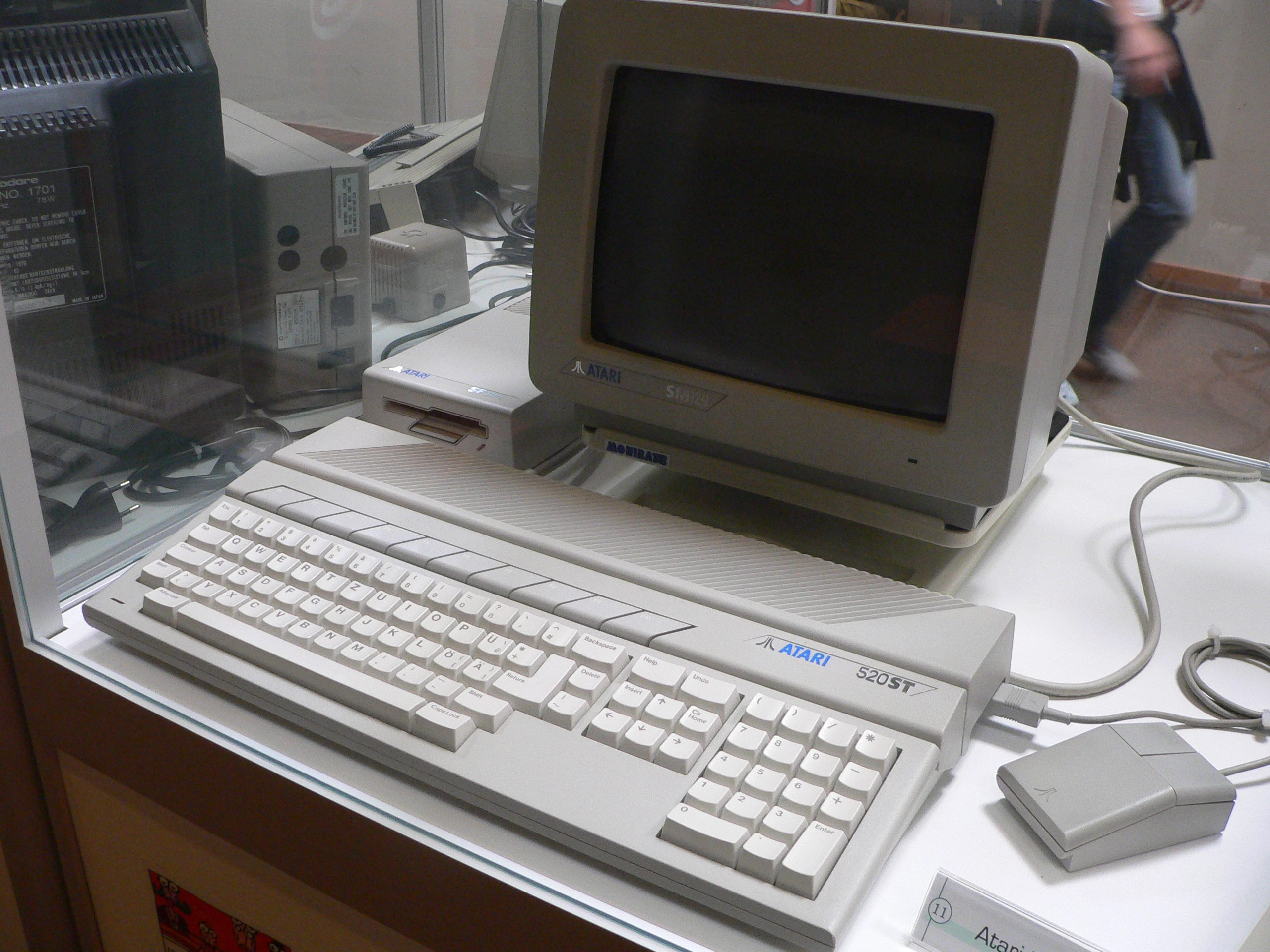
Atari 520ST.

El Atari 520 ST es un ordenador de Atari, parte de la línea Atari ST que remplazó a la Atari 260 ST rápidamente. 
Utiliza un procesador Motorola 68000, a 8 MHz de 16 bits, creado con el objetivo de competir con la Amiga 1000, cuando Commodore ofertó un precio mayor que Atari por Amiga.

## Detalles Técnicos
- CPU Motorola 68000, a 8 MHz
- ROM 16 Kilobytes de BOOT ROM.
- RAM 512 KB. Pese a que el 68000 puede direccionar 16 Megas (bus de 24 bits), el máximo que cualquier ST puede direccionar es de 4 Megabytes
- VRAM 32 Kb mapeados de la memoria principal. Gobernada por el custom chip ST Shifter presenta 3 modos : 
  - Modo gráfico de 320 x 200 pixels, 4 planos, 16 colores de 512.
  - Modo gráfico de 640 x 200 pixels, 2 planos, 4 colores de 512.
  - Modo gráfico de 640 x 400 pixels, 1 plano, 2 colores (monocromo)
- Sonido Chip de sonido Yamaha YM2149F con 3 canales de 8 octavas de sonido más uno de ruido blanco, que funciona por DMA.
- Carcasa Alargada en plástico gris, del mismo estilo que los Atari 130 XE (47 x 24 x 6 cm). La zona del teclado inclinada para un uso más cómodo. En el lateral izquierdo, el slot de cartucho ROM. En la parte trasera, botón de reset, interruptor de alimentación, conector DIN de alimentación (+5 V, + 12 V y -12 V), interfaz MIDI (Midi Out y Midi In, DIN), salida de monitor RGB (DIN de 13 pines), puerto paralelo de impresora Centronics DB-25, interfaz serie RS-232 DB-25, conector de unidad de disquete externa (DIN 14 pines), conector ACSI/DMA de disco duro DB-19. En el lateral derecho, 1 conector de joystick/mouse y 1 de joystick, ambos DE-9.
- Teclado QWERTY de 94 teclas tipo máquina de escribir, similar a la del IBM AT. Presenta 10 teclas de función, bloque QWERTY de 58 teclas, keypad numérico de 18 teclas y bloque de cursores/help/undo de 8 teclas. Controlado por un microprocesador Hitachi 6301 que se comunica con el Motorola 6850.
- Soporte
  - Unidad de disco de 3,5, simple cara (primeras versiones), doble cara
  - Cartucho ROM
  - Megafile 44 - Unidad SyQuest SQ555 de 44 MB removible (alternativamente, Carter Graphics SQ-44 y Toadfile 44)
  - Megafiles 20, 30 y 60
  - Mediante adaptador, cualquier unidad SCSI
- Entrada/Salida
  - Slot de cartucho ROM
  - Conector DIN de alimentación (+5 V, + 12 V y -12 V)
  - Interfaz MIDI (Midi Out y Midi In, DIN)
  - Salida de monitor RGB (conector DIN de 13 pines)
  - Puerto paralelo de impresora Centronics DB-25
  - Interfaz RS-232 DB-25
  - Conector de unidad de disquete externa (conector DIN de 14 pines)
  - Conector ACSI/DMA de disco duro DB-19
  - Conector de joystick/mouse, DE-9.
  - Conector de joystick, DE-9.
- Otros chips auxiliares:
  - Motorola 68901: genera las interrupciones, los Timers, gobierna el puerto serie
  - Dos Motorola 6850: uno controla el teclado y los puertos de joystick, el otro la interfaz MIDI
  - Controlador de disquete WD1772